# Ülenurme
Ülenurme (deutsch: Uellenorm) ist eine ehemalige Gemeinde im estnischen Kreis Tartu mit einer Fläche von 86,349 km². Sie hat 4743 Einwohner (Stand: 1. Januar 2006). Seit 2017 gehört sie zur Landgemeinde Kambja.
Ülenurme liegt im Südwesten des Landkreises, 6 km von Tartu entfernt. Neben dem Hauptort Ülenurme (1028 Einwohner) gehörten zur Landgemeinde die Dörfer Külitse, Laane, Lätiküla, Lemmatsi, Lepiku, Õssu, Räni, Reola, Soinaste, Soosilla, Täsvere, Tõrvandi und Uhti.
In den ehemaligen Stallungen des Gutshauses von Ülenurme (erbaut 1909) befindet sich seit 1981 das Estnische Agrarmuseum (Eesti Põllumajanduse Muuseum) mit ca. 40.000 Ausstellungsstücken.